# Wake Up! (Zivert)
| Recensione | Giudizio |
| ---------- | -------- |
| InterMedia | 8/10     |

Wake Up! è un singolo della cantante russa Zivert, pubblicato il 1º luglio 2022.

## Video musicale
Il video musicale, reso disponibile il 11 agosto 2022, è stato diretto da Aleksandra Čuchnenko. Le riprese si sono svolte a Mosca, nel video hanno recitato star come Basta, Mot, Niletto, HammAli & Navai, Dima Bilan, Lyriq, Andro e Elena Letučaja.

## Tracce
Testi e musiche di Julija Zivert, Bogdan Leonovič Lyriq e Wiwo..
1. Wake Up! – 3:54

## Classifiche

### Classifiche settimanali
| Classifica (2022) | Posizione massima |
| ----------------- | ----------------- |
| Russia            | 5                 |

### Classifiche di fine anno
| Classifica (2022) | Posizione |
| ----------------- | --------- |
| Russia            | 60        |
| Classifica (2023) | Posizione |
| Russia            | 70        |
| Classifica (2024) | Posizione |
| Bielorussia       | 194       |
| Kazakistan        | 184       |
| Russia            | 172       |